# Natalie (sång)
Natalie är en sång skriven av Tony Nilsson. Nilsson gav ut den på skiva sommaren 2006 under artistnamnet Toni.. Bland annat så var den med på Absolute Summerhits 2006. Den släpptes på nytt som singel med Ola Svensson 2007 och låg sedan som 1:a på singellistan i sex veckor.
Låten är en poplåt med 1980-talsinfluenser, bland annat har vissa kritiker jämfört låten med Whams musik. I Ola Svenssons version är "Natalie" en före detta flickvän. En flicka som betydde, och fortfarande betyder, väldigt mycket för honom. I Melodifestivalen 2010 uppträdde Svensson med låten "Unstoppable" som även den handlar om en viss Natalie.
Singeln "Natalie" sålde guld i början av augusti 2007, och platina i början av oktober 2007.

## Listplaceringar

### Ola Svensson
| Lista (2007) | Topplacering |
| ------------ | ------------ |
| Sverige      | 1            |

### Fotnoter
1. ↑  ”Svensk mediedatabas”. http://smdb.kb.se/catalog/id/002040120. Läst 20 maj 2011.
2. ↑  ”Svensk mediedatabas”. http://smdb.kb.se/catalog/id/002100470. Läst 20 maj 2011.
3. ↑  IFPI certifications in Sweden - 2007
4. ↑  ”Listplacering”. Arkiverad från originalet den 11 augusti 2010. https://web.archive.org/web/20100811181904/http://www.hitparad.se/showitem.asp?interpret=Ola&titel=Natalie&cat=s. Läst 20 maj 2011.